# فابريتسيو بينيلي
فابريتسيو بينيلي (بالإيطالية: Fabrizio Pinelli)‏ هو لاعب كرة قدم إيطالي في مركز حراسة المرمى، ولد في 4 مارس 1985 في تورينو في إيطاليا. لعب مع FC Canavese ‏.